# Église Saint-Martin de Bamberg
 (février 2023).
Si vous disposez d'ouvrages ou d'articles de référence ou si vous connaissez des sites web de qualité traitant du thème abordé ici, merci de compléter l'article en donnant les références utiles à sa vérifiabilité et en les liant à la section « Notes et références ».
L'église Saint-Martin de Bamberg est une église catholique du XVIIe siècle, dédiée à saint Martin et située dans le centre-ville de Bamberg en Bavière (Allemagne). Construite en style baroque à partir de 1686 par les jésuites en lieu et place de la chapelle d'un ancien couvent de religieuses carmélites, l'église fut d'abord dédiée (comme celle de Rome) au Nom de Jésus (Gesù). Lorsqu'elle devient église paroissiale en 1806, elle reçoit le patronage de saint Martin.

## Histoire
En 1248, le monastère et l'église de l'Ordre du Carmel sont d'abord construits. Le séminaire du diocèse de Bamberg délaisse ce lieu en 1589, après le déménagement des Carmélites pour l'ancien couvent cistercien Sainte-Marie et Saint-Théodore en dessous de Kaulberg.
En 1611, la Compagnie de Jésus reprend les bâtiments, rachète aussi plusieurs immeubles autour de la place du marché et décide en 1686 de construire une nouvelle église. La disposition structurelle au sol de cette nouvelle église reprend à peu près celle de l'ancienne église carmélite.
Les architectes sont Georg et Leonhard Dientzenhofer. Georg est appelé à Prague mais meurt peu après son arrivée. Leonhard Dientzenhofer reprend et poursuit les travaux qui vont durer sept années. C'est la première construction baroque de Leonhard Dientzenhofer en Franconie. Il bâtira ensuite la Nouvelle Résidence de Bamberg, l'abbaye de Banz, l'abbaye d'Ebrach, l'abbaye de Michaelsberg à Bamberg, le Château Weissenstein à Pommersfelden et encore d'autres constructions.
En 1693, l'église est dédiée au Nom de Jésus (Gesù), comme beaucoup d'autres églises jésuites de l'époque. En 1696, la tour de l'église et les fondations du collège jésuite y attenant sont terminées.
En 1804, lors de la sécularisation en Bavière, l'église des Jésuites devient église paroissiale: on lui donne alors le patronage de saint Martin.

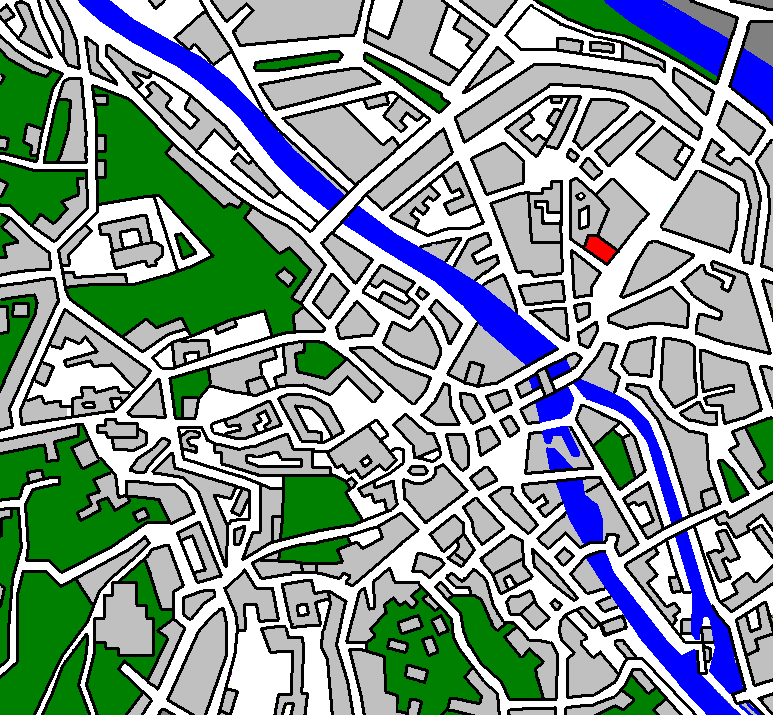
Situation dans la vieille ville de Bamberg.
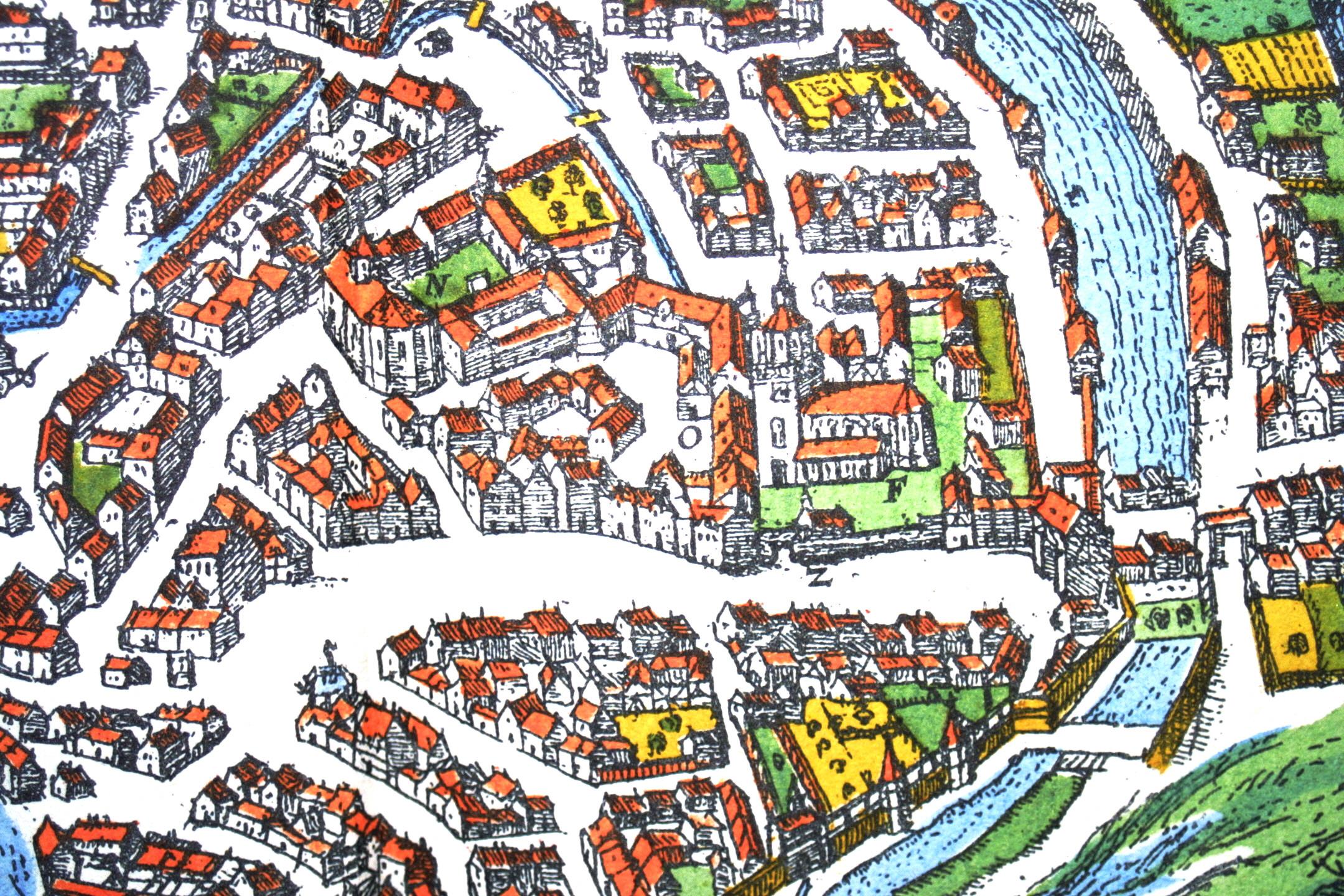
Le collège jésuite dans une illustration de Georg Braun et Franz Hogenberg.
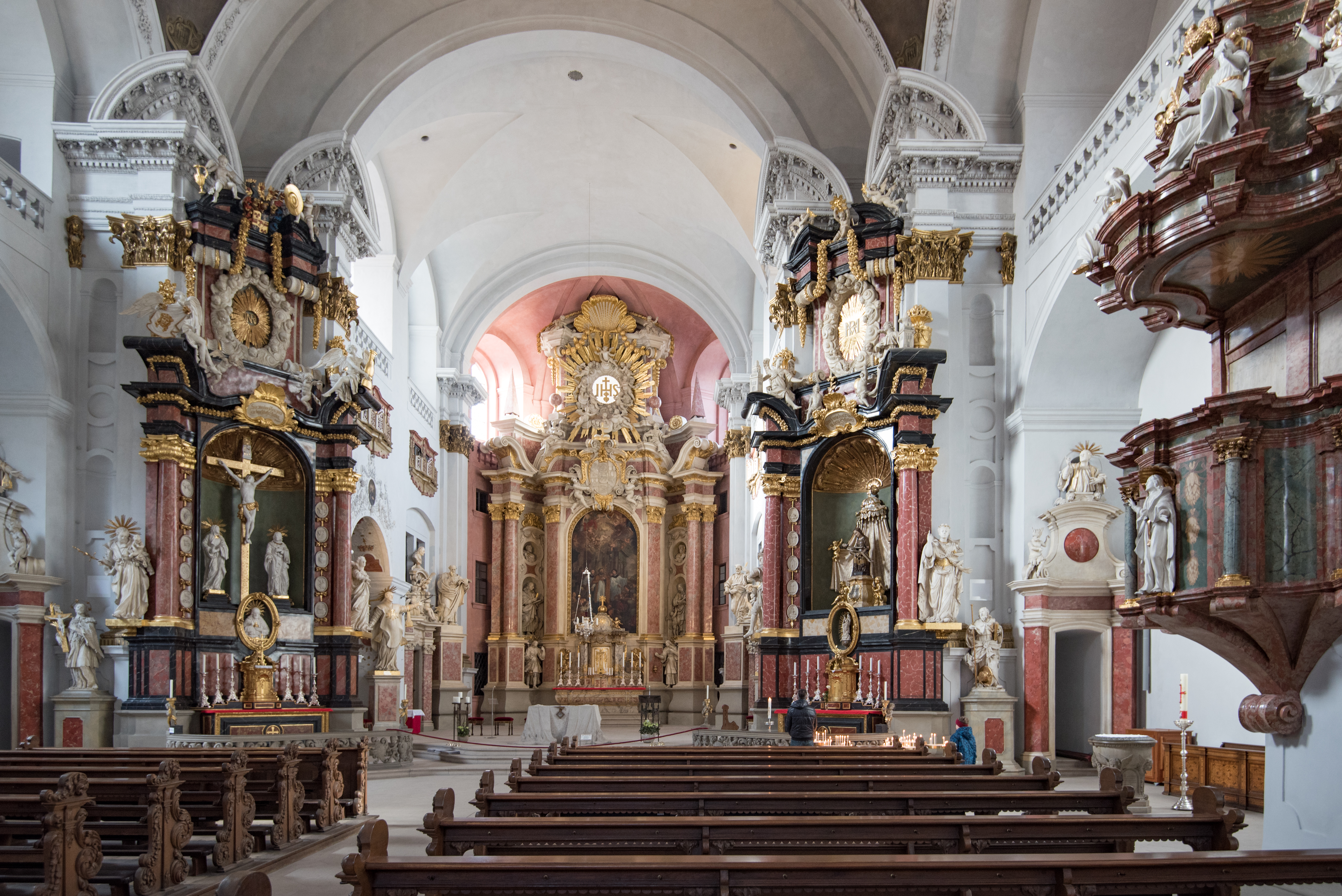
Intérieur de l'église Saint-Martin de Bamberg.

## Architecture
La façade-est de l'église de Saint-Martin est sur deux étages avec un balcon et décorée des figures notamment de Jésus, Saint Sébastien, la Vierge Marie et Saint Laurent. Elle a pour modèle l'église du Gesù de Rome, église principale de la Compagnie de Jésus. La position de la tour-clocher au sommet du chœur est un trait caractéristique de l'architecture dite 'jésuite'.

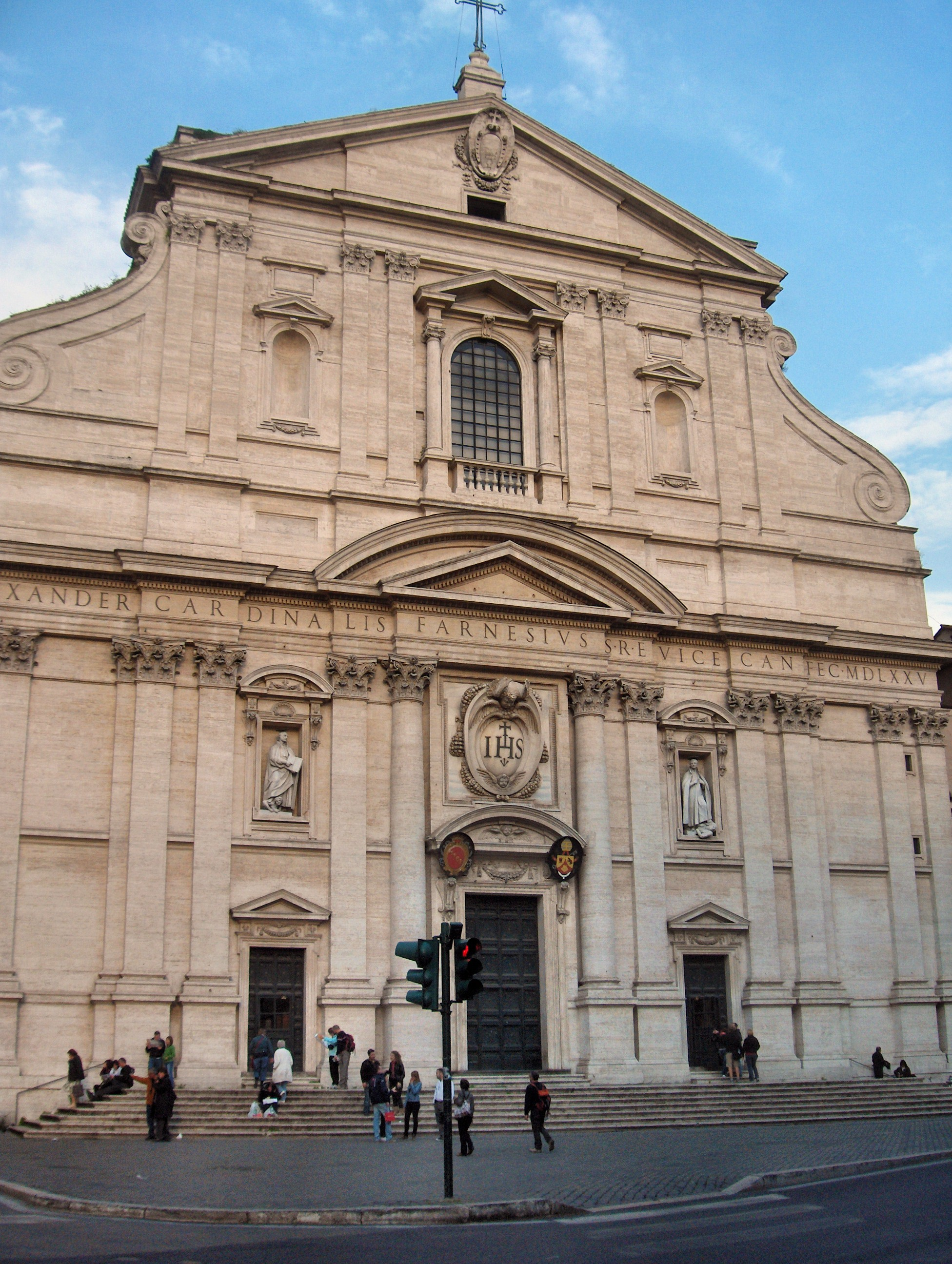
L'Église du Gesù (Rome).
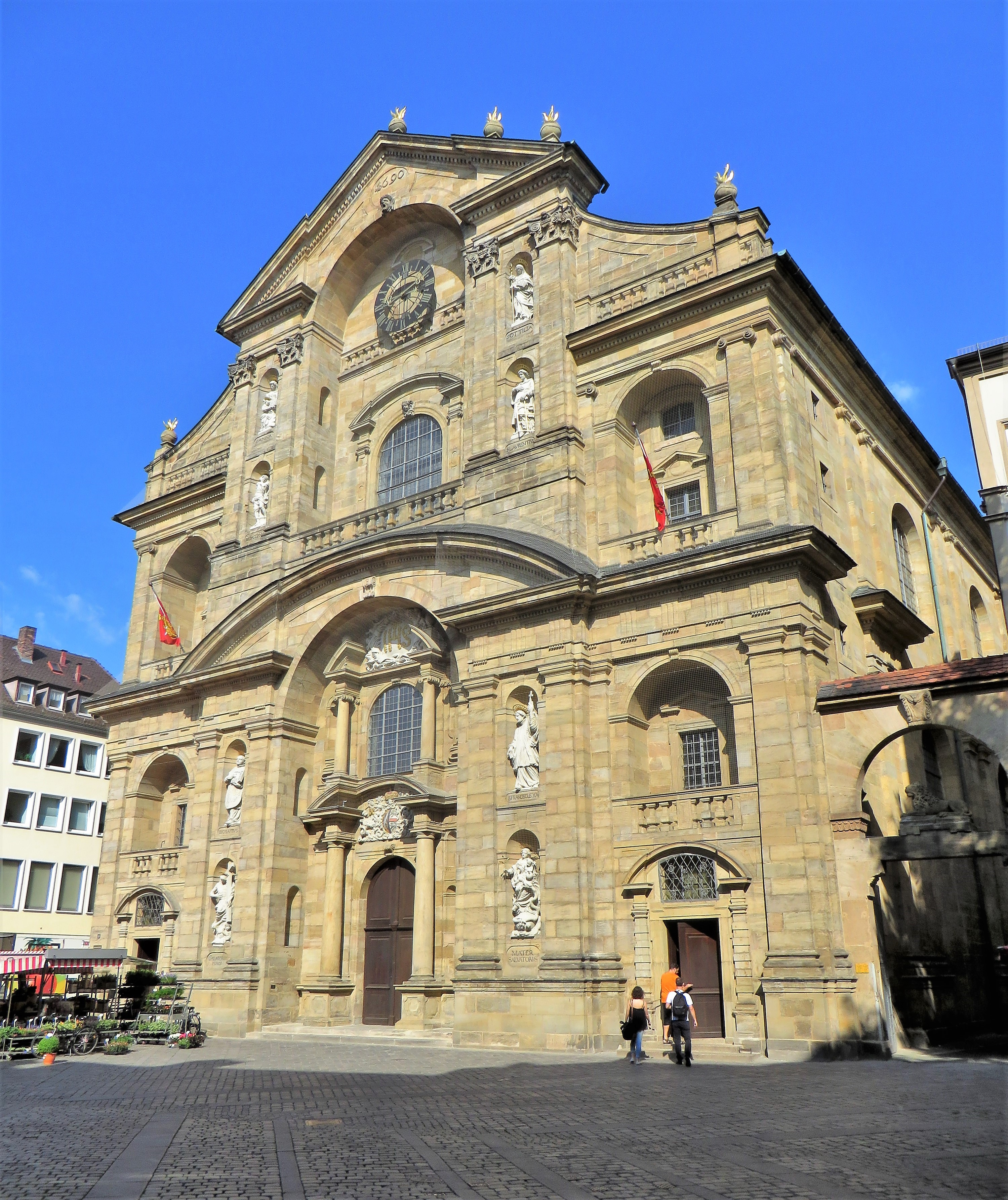
L'église Saint-Martin de Bamberg.

Sculptures de la façade
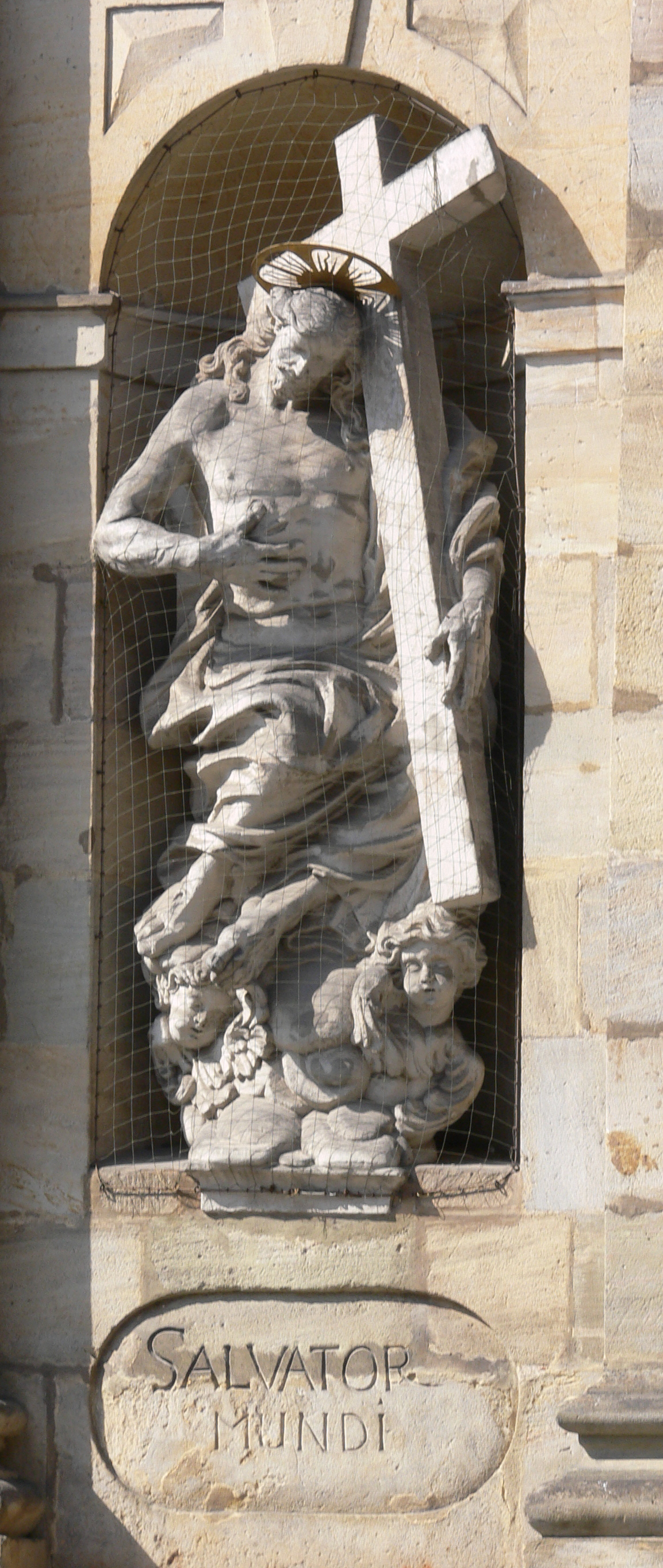
Jésus, Sauveur du monde.
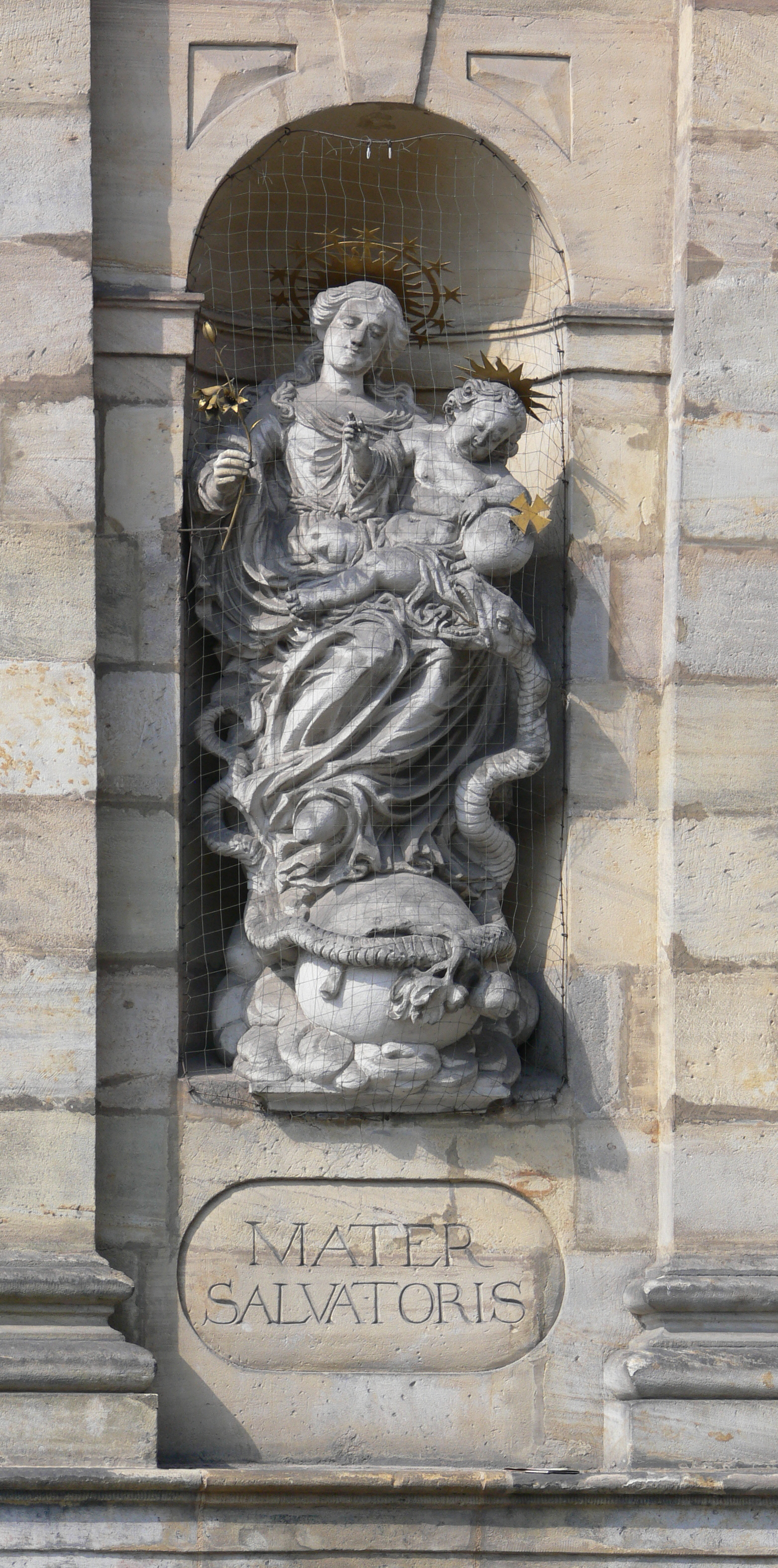
La Vierge Marie.
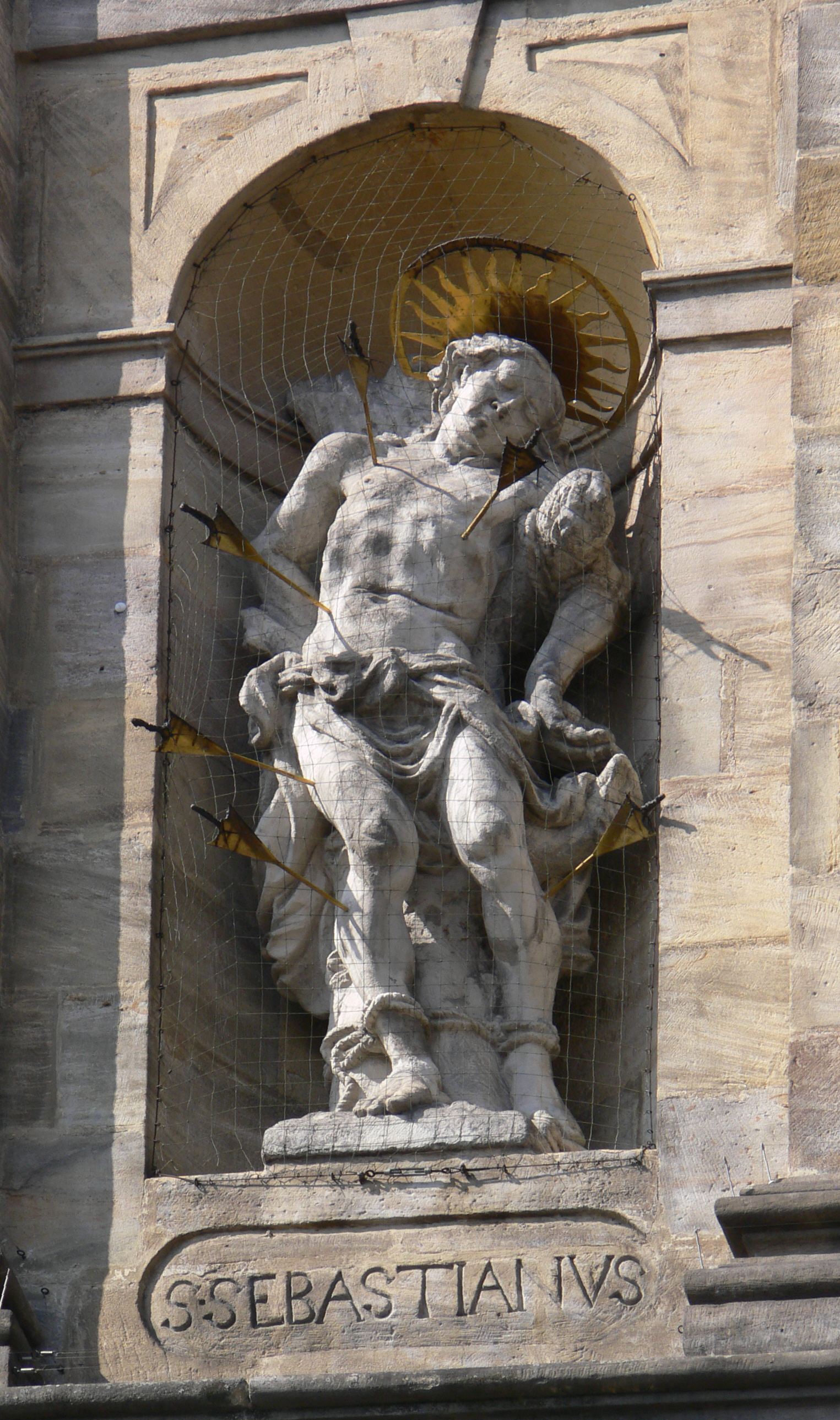
Saint Sébastien.
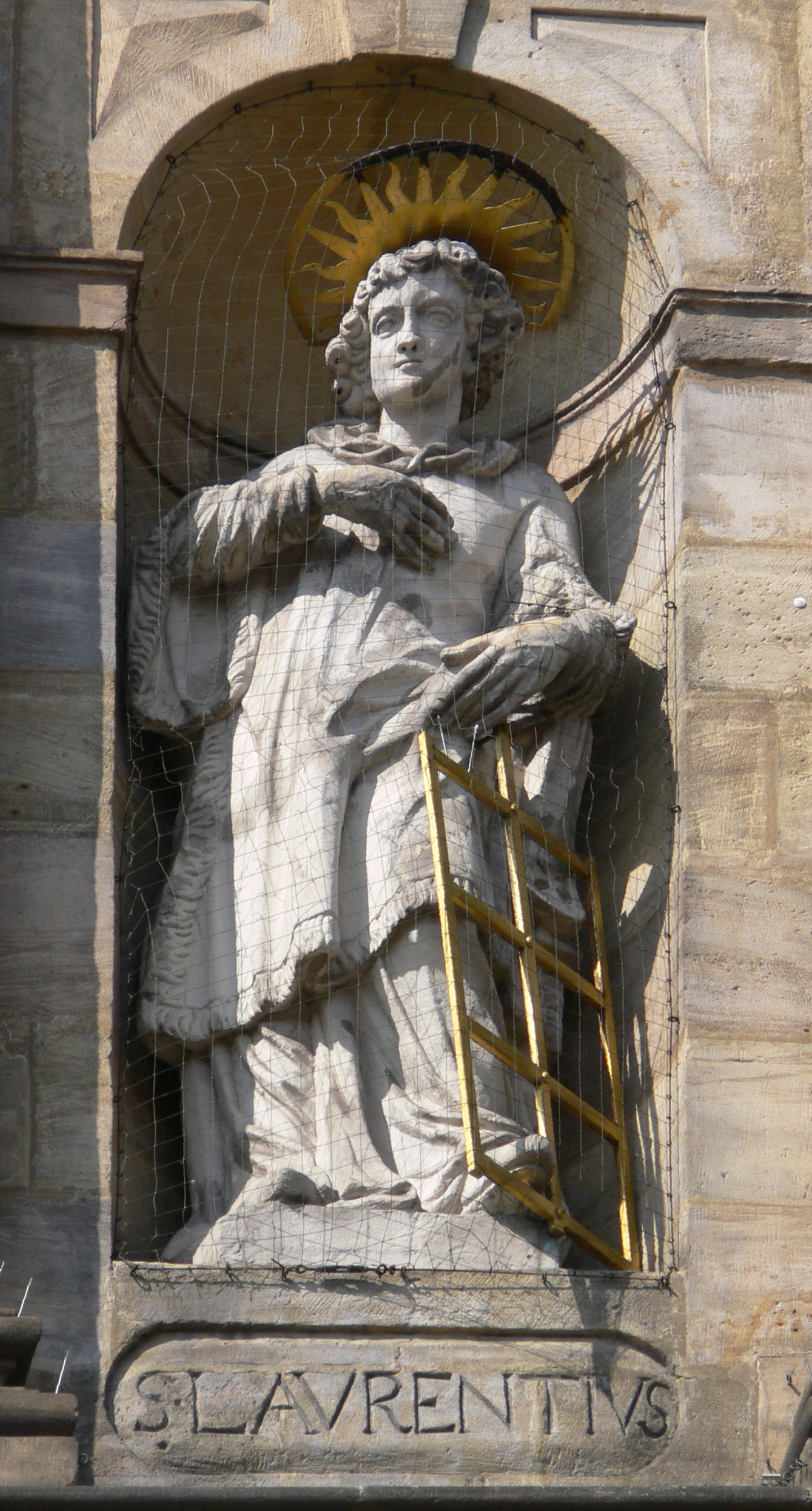
Saint Laurent.

### L'intérieur
Les chapelles latérales du chœur ont des toiles d'Oswald Onghers représentant les saints Ignace de Loyola et François Xavier. La coupole au-dessus du vestibule du chœur est l'œuvre de Giovanni Francesco Marchini (de) d'après les plans d'Andrea Pozzo.

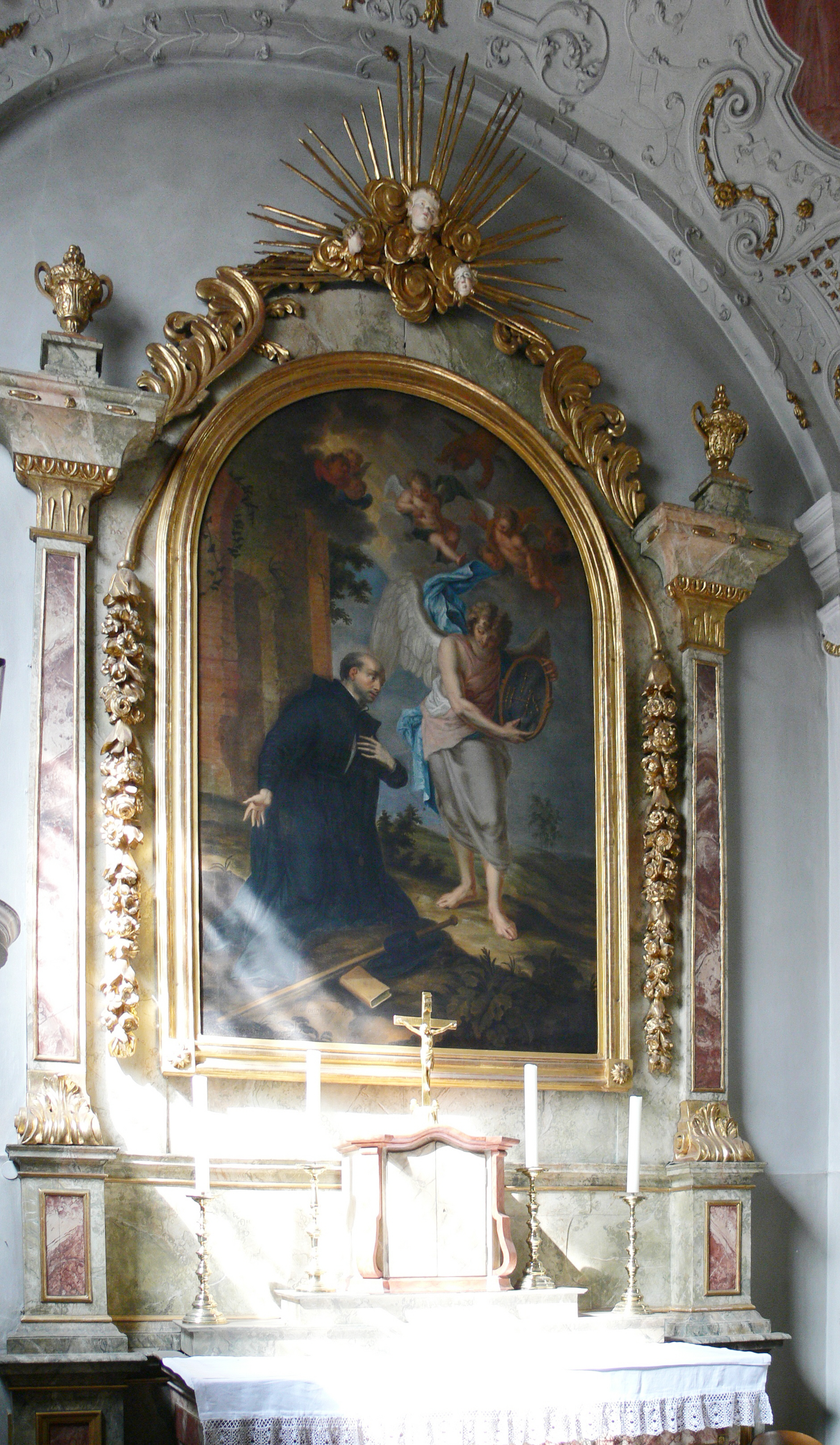
Oswald Onghers, Saint Ignace de Loyola.
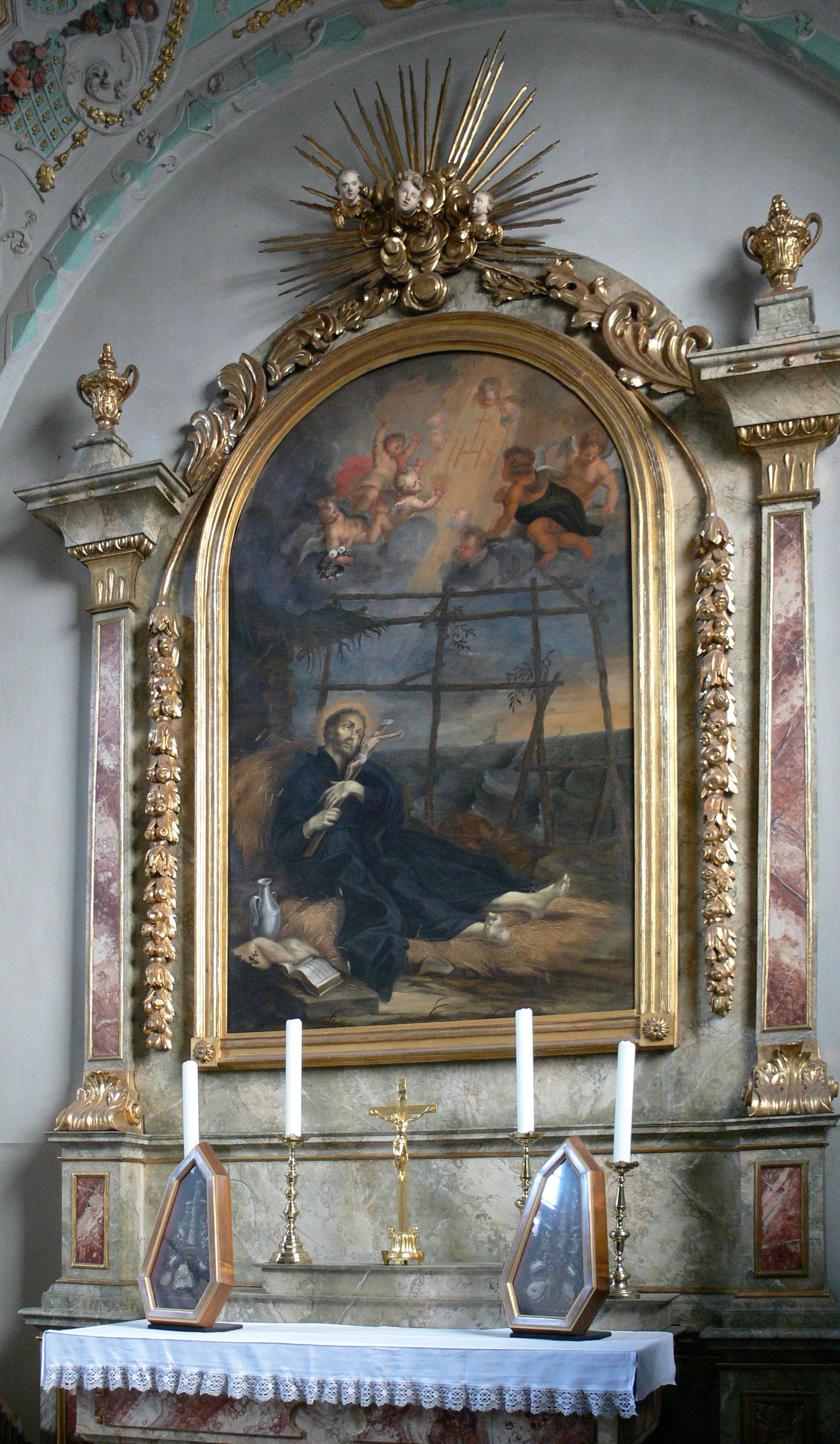
Oswald Onghers, Saint François Xavier.
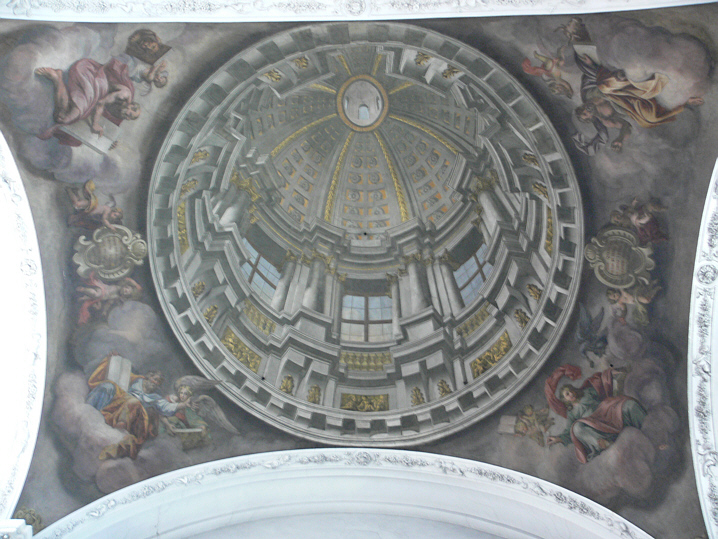
Coupole de Giovanni Francesco Marchini (de).

### La crypte
L'escalier à gauche de la chaire est l'entrée conduisant à la crypte où se trouvent les tombes des jésuites. Sous la crypte, une zone non accessible au public contient, sous un couvercle en grès, les ossements des tombes vidées.

## L'orgue

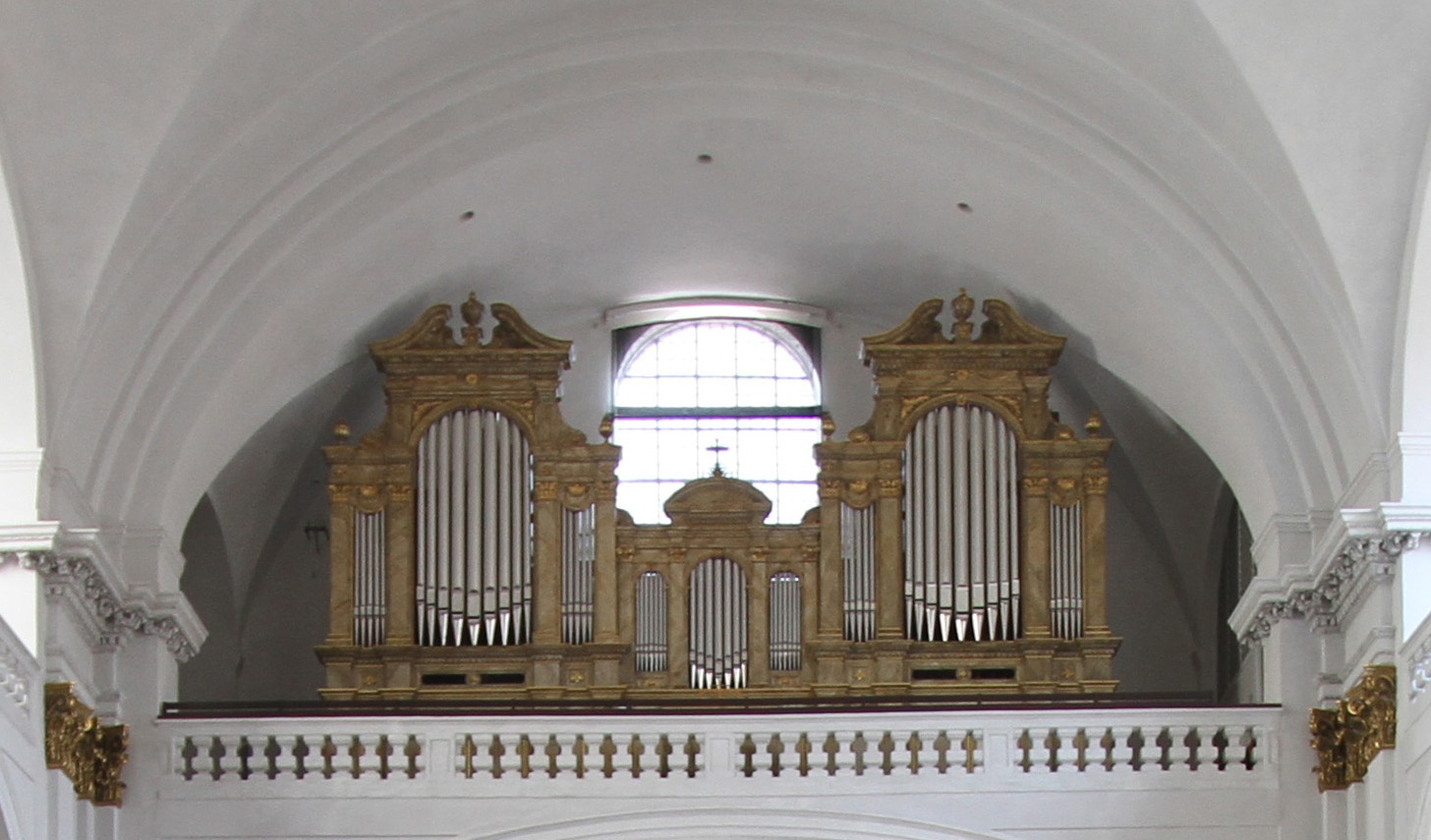
Orgue de l'église Saint-Martin de Bamberg.

L'orgue a été construit en 1894 par la manufacture G. F. Steinmeyer & Co. (de) avec 38 registres, des soupapes mécaniques. En 1934, la traction mécanique devient électropneumatique, permettant une plus grande expression. La disposition est repensée. En 1938, l'orgue est agrandi par la manufacture Hindelanglang.
En 1999 et 2000, l'orgue est restauré par la manufacture Hermann Eule sur les bases et les matériaux de l'orgue de 1894.
| I. Manual C–f3 |                |       |   |
| 1.             | Principal      | 16'   | E |
| 2.             | Bourdon        | 16'   |   |
| 3.             | Principal      | 8'    |   |
| 4.             | Gemshorn       | 8'    |   |
| 5.             | Tibia          | 8'    |   |
| 6.             | Gedeckt        | 8'    |   |
| 7.             | Viole de Gambe | 8'    |   |
| 8.             | Salicional     | 8'    |   |
| 9.             | Nasard         | 51/3' | E |
| 10.            | Rohrflöte      | 4'    |   |
| 11.            | Dolce          | 4'    |   |
| 12.            | Nassat         | 2/3'  |   |
| 13.            | Octave         | 2'    |   |
| 14.            | Mixture        | 4'    | E |
| 15.            | Cornette       | 8'    |   |
| 16.            | Trompette      | 8'    |   |

| II. Manual C–f3 |                 |      |   |
| 17.             | Stillgedeckt    | 16'  |   |
| 18.             | Geigenprincipal | 8'   |   |
| 19.             | Bourdonalflöte  | 8'   |   |
| 20.             | Lieblichgedeckt | 8'   |   |
| 21.             | Aeoline         | 8'   | E |
| 22.             | Dolce           | 4'   |   |
| 23.             | Principal       | 2'   |   |
| 24.             | Flautino        | 2'   |   |
| 25.             | Traversflöte    | 2'   | E |
| 26.             | Mixture         | 2/3' |   |
| 27.             | Fugara          | 8'   | E |
| 28.             | Clarinette      | 4'   |   |

| Pedal C–f1 |                  |        |
| 29.        | Basse principale | 16'    |
| 30.        | Violon           | 16'    |
| 31.        | Subbass          | 16'    |
| 32.        | Gedecktbass      | 16'    |
| 33.        | Basse de quinte  | 102/3' |
| 34.        | Basse d'octave   | 8'     |
| 35.        | Violoncelle      | 8'     |
| 36.        | Flötenbass       | 4'     |
| 37.        | Posaune          | 16'    |

- Accouplement : II/I, I/P, II/P

## Personnalités
- Nikolaus Haas (de), prêtre, historien de Bamberg et ses environs.
- Lorenz Hopfenmüller (de), participant lors de la Kulturkampf, missionnaire en Inde.

## Source
- (de) Cet article est partiellement ou en totalité issu de l’article de Wikipédia en allemand intitulé « Martinskirche (Bamberg) » (voir la liste des auteurs).